# Керклін (Індіана)
Керклін (англ. Kirklin) — місто (англ. town) в США, в окрузі Клінтон штату Індіана. Населення — 710 осіб (2020).

## Географія
Керклін розташований за координатами 40°11′35″ пн. ш. 86°21′32″ зх. д. / 40.19306° пн. ш. 86.35889° зх. д. (40.193023, -86.358917).  За даними Бюро перепису населення США в 2010 році місто мало площу 0,88 км², уся площа — суходіл. В 2017 році площа становила 1,06 км², уся площа — суходіл.

## Демографія
Згідно з переписом 2010 року, у місті мешкало 788 осіб у 288 домогосподарствах у складі 205 родин. Густота населення становила 891 особа/км².  Було 321 помешкання (363/км²).
Расовий склад населення:
| - 98,5 % — білих - 0,1 % — чорних або афроамериканців - 0,1 % — азіатів |

До двох чи більше рас належало 0,8 %. Частка іспаномовних становила 1,3 % від усіх жителів.
За віковим діапазоном населення розподілялося таким чином: 31,1 % — особи молодші 18 років, 58,5 % — особи у віці 18—64 років, 10,4 % — особи у віці 65 років та старші. Медіана віку мешканця становила 34,1 року. На 100 осіб жіночої статі у місті припадало 98,5 чоловіків;  на 100 жінок у віці від 18 років та старших — 93,2 чоловіків також старших 18 років.
Середній дохід на одне домашнє господарство  становив 47 218 доларів США (медіана — 43 393), а середній дохід на одну сім'ю — 47 061 долар (медіана — 43 304). За межею бідності перебувало 19,6 % осіб, у тому числі 34,9 % дітей у віці до 18 років та 6,7 % осіб у віці 65 років та старших.
Цивільне працевлаштоване населення становило 319 осіб. Основні галузі зайнятості: виробництво — 26,3 %, освіта, охорона здоров'я та соціальна допомога — 17,2 %, роздрібна торгівля — 11,6 %, науковці, спеціалісти, менеджери — 8,8 %.